# Gustav Gerber (filosof)
Gustav Gerber, född den 13 januari 1820 i Berlin, död där den 21 oktober 1901, var en tysk filosof.
Gerber var gymnasialdirektor i Bromberg 1856–1886. I sitt filosofiska huvudarbete Das Ich als Grundlage unserer Weltanschauung (1893) gör han jagkänslan till den yttersta 
kunskapskällan. Genom denna erfar vi vår egen verklighet, men på samma gång också tillvaron av icke-jaget, den oss omgivande verkligheten. I den religiösa känslan fattar vi universum som ett helt, sålunda ägande en enhet, som såsom grund till vårt jag själv måste vara ett jag. Detta är det, som vi kallar Gud och fattar som det goda och sålunda som målet för vår vilja; men alla sådana uttryck är endast metaforer, och någon begreppsmässig lära om Gud kan vi inte ställa upp: vi kan endast med känslan erfara honom. Åt språkfilosofin ägnade Gerber det lärda och innehållsrika arbetet Die Sprache als Kunst (1871–1873; 2:a upplagan 1855) samt Die Sprache und das Erkennen (1884), vari han lämnar grunddragen av en språkets kritik.